# Hulk (film)
Hulk este un film american cu super-eroi din 2003, bazat pe personajul Marvel Comics cu același nume. Filmul a fost regizat de Ang Lee și distribuit de Universal Pictures. 
Hulk a fost lansat de Universal Pictures pe 20 iunie 2003 și a încasat 245,4 milioane USD în întreaga lume.